# Doglodi
Doglodi su sarajevsko naselje. U blizini su naselja Osjek (jugozapadno), Dolovi (zapadno), ušće Miljacke u Bosnu (sjeverno), vojarna Rajlovac (sjeveroistočno), Briješće Polje (sjeveroistočno), Azići i Stup (jugoistočno), Otes (južno). Sa zapadne strane, pružajući se od jugozapada ka sjeverozapadu granicu Dogloda čine rijeke Dobrinja i Bosna u koju se ulijeva Dobrinja. S istočne strane, pružajući se u istom smjeru, granicu Dogloda čini rječica Miljacka. Glavna prometnica je Bojnička. Nekada su Doglodi bili koji su postalo prigradsko naselje. Danas je u sastavu općine Ilidža. Prije rata u Bosni i Hercegovini bio je na glasu kao dio Sarajeva u kojem je velik broj Hrvata katolika. Ratne nepogode pridonijele su smanjenju broja katolika u Sarajevu i okolici. Jedni su starinske starosjedilačke obitelji, s tradicijom u dalekoj prošlosti. Drugi su novijeg postanja. To su bile obitelji većinom iz Hercegovine, koji su došle u Sarajevo zbog posla. Velika poduzeća kao Famos iz Hrasnice i Energoinvest prije rata su imala mnogo zaposlenika Hrvata.
Prvi apostolski vikar u Bosni biskup fra Mate Delivić u svome izvješću iz 1737. godine naveo je mjesto Doglod u župi Sarajevo, s 1 katoličkom kućom i 15 katolika.
Zbog brojne zajednice Hrvata, Doglodi su stoga bili jednim od djelova Sarajeva odnosno BiH koje je bilo pod nadzorom HVO-a. Hrvati su se ovdje samoorganizirali u obrani Bosne i Hercegovine. 
Zbog inertnosti središnjih bosanskohercegovačke vlasti pred imanentnim srpskim osvajačkim pohodom bilo je nužno političko i vojno samoorganiziranje Hrvata grada Sarajeva. Doglodi su bili dio teritorijalno-administrativne zajednica hrvatskog naroda u BiH, Hrvatske zajednice Vrhbosne, osnovane siječnja 1992. godine. Poznat je bio HVO Sarajevo, a na području Dogloda djelovao je HVO na čelu s predsjednikom Velimirom Marićem.
Jeseni 1992. Glavni stožer Armije BiH planirao je vojnu operaciju Koverat, kojom bi deblokirali Sarajeva. Međutim, srpske su snage prve napale. Prvo su zauzele Doglode a potom u jakom topničko-tenkovsko-pješačkom napadu koji je trajao od 1. do 4. prosinca 1992. osvojile su Otes.
Bošnjački napad na Hrvate i obračun s nedužnim Hrvatima koji su branili Sarajevo i držali strateški važni položaj pokraj zračne luke nije pružio viziju lijepe budućnosti Hrvatima i katolicima.
U Doglodima je mali nogometni stadion na kojem nastupaju NK SAŠK 1910 Napredak Sarajevo i NK Omladinac Doglodi.

## Stanovništvo
| Godina | Ukupno | Bošnjaci | Srbi | Hrvati | Ostali |
| ------ | ------ | -------- | ---- | ------ | ------ |
| 2013.  | ~5520  | n/a      | n/a  | n/a    | n/a    |
| 1981.  | 954    | 42       | 308  | 485    | 119    |
| 1971.  | 857    | 26       | 265  | 554    | 5      |